# François Étienne de Rosily-Mesros
François Étienne de Rosily-Mesros, né le 13 janvier 1748 à Brest et mort le 12 novembre 1832 à Paris, est un officier de marine français des XVIIIe et XIXe siècles. Il fait ses débuts dans la Marine royale pendant la guerre d'indépendance des États-Unis avant de se distinguer pendant les guerres de la Révolution et de l'Empire. Il termine sa carrière avec le grade de vice-amiral.

## Biographie

### Origine et famille
François Étienne de Rosily descend de la famille de Rosily, une ancienne famille de la noblesse bretonne. Le plus ancien ancêtre connu est Roland de Rosily, contemporain de Saint Louis (XIIIe siècle).
Son père, François-Joseph de Rosily-Méros dit le « comte de Rosily » est chef d'escadre et commande la marine à Brest en 1762. Il le fait alors admettre comme garde de la Marine.

### Carrière dans la marine
De cette époque à 1769, le jeune Rosily complète son apprentissage de la mer dans diverses campagnes et visite successivement Rio de Janeiro, Terre-Neuve, Saint-Domingue et les Antilles.
Enseigne de vaisseau en 1770, il s’embarque à bord du vaisseau commandé par Yves Joseph de Kerguelen de Trémarec, avec lequel, après une campagne d’observation sur les côtes de France, il devait faire le tour du monde. La recherche du continent austral était le but de ce voyage. Le 13 février 1772, François Étienne de Rosily-Mesros est envoyé pour le reconnaître alors qu'il s'agit des futures îles Kerguelen. Au retour de sa chaloupe, la flûte la Fortune a disparu. Miraculeusement recueilli par la gabare le Gros Ventre, il navigue pendant huit mois avec elle, et rentre en France en 1773. Il repart aussitôt pour aller rejoindre Kerguelen qui allait de nouveau à la découverte des terres australes, et en même temps à la recherche de Rosily ; il le retrouve à l’île de France, où il lui donne le commandement de la corvette l'Ambition : cette campagne dure quatorze mois.
De retour en Europe à la fin de 1774, il ne tarde pas à aller visiter les ports de Grande-Bretagne, d’Écosse et d’Irlande, et rapporte en France plusieurs objets utiles à la marine française, entre autres les pompes à chaînes.

#### Guerre d'indépendance des États-Unis
Lieutenant de vaisseau en 1778, il monta le lougre le Coureur et fit sous les ordres de La Clocheterie, commandant la frégate la Belle Poule, une croisière (de surveillance) dans la Manche.
Le 17 juin, la Belle Poule est attaquée par la frégate britannique HMS Arethusa; celle-ci était accompagnée du cotre HMS Alert, de 14 canons. Rosily n’hésite pas à attaquer ce bâtiment à l’abordage et il sauve la Belle Poule, tandis que lui-même, entièrement désemparé et faisant eau de toutes parts, est obligé de se rendre. À son retour en France, il est récompensé pour son dévouement et reçoit du roi la croix de Saint-Louis.
Il rentra à Brest en février 1780, et au mois de mai suivant, il prit le commandement de la frégate Lively.
Lieutenant en pied, en 1781, à bord du vaisseau le Fendant, il échangea à l’île de France ce commandement contre celui de la frégate Cléopâtre, et alla rallier à Trinquemalay, l’escadre du bailli de Suffren.
La paix, qui consacra l’indépendance américaine, et qui fit cesser les hostilités dans la mer de l’Inde, ramena en France l’escadre du bailli de Suffren, et l’année suivante, Rosily fut élevé au grade de capitaine de vaisseau.

#### Missions diplomatiques pendant les guerres de l'Empire

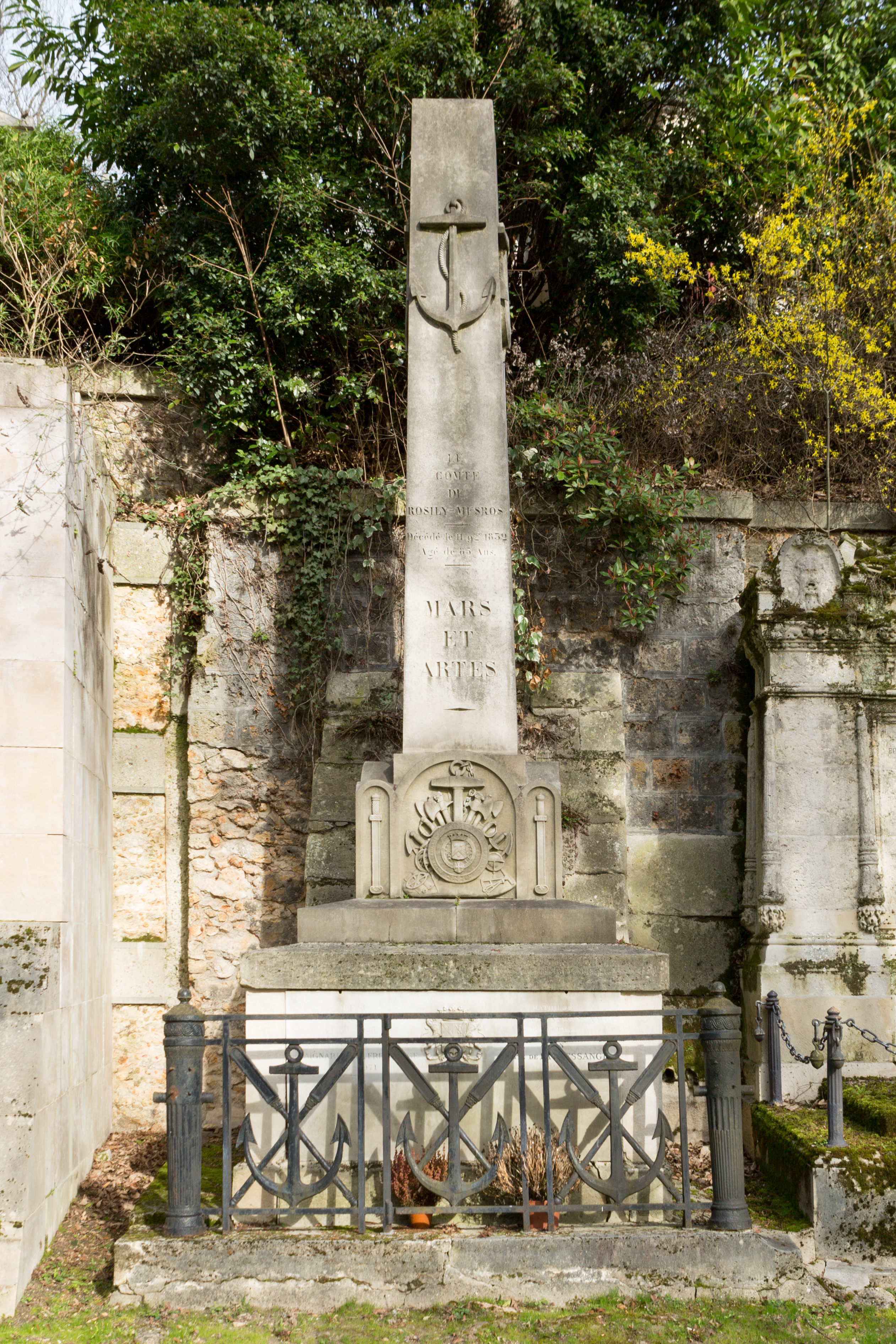
Tombe au cimetière du Père-Lachaise.

Chargé de diverses missions politiques, commerciales et scientifiques, il appareilla de nouveau de Brest au mois de février 1785, et se livra pendant sept ans à une navigation difficile et périlleuse dans la mer Rouge, dans celles de l’Inde et de la Chine. Il obtint le grade de contre-amiral, et il avait exercé les fonctions de commandant d’armes au port de Rochefort. Nommé vice-amiral le 1er vendémiaire an V (22 septembre 1796), il remplit diverses missions à Gênes, à La Spezia, à Boulogne et à Anvers.
C’est dans l’intervalle de ces voyages qu’il fournit au général Bonaparte des renseignements pour l’expédition d’Égypte. On prétend même que le général lui aurait offert le commandement en chef de la flotte, et qu’il le refusa pour ne pas abandonner sa jeune famille.
Rosily sut que l’Empereur avait songé à lui, et l’espérance d’être prochainement employé lui suggéra la pensée de réclamer un avancement auquel il se croyait des droits dans la Légion d'honneur.
Si Napoléon ne jugeait pas à propos de confier encore à Rosily un service actif à la mer, au moins ne lui refusait-il pas certaines connaissances utiles à ses projets, puisqu’il chargeait le ministre Decrès, le 26 thermidor an XIII (14 août 1805), de demander à ce vice-amiral « un Mémoire très-détaillé sur toute la côte d’Afrique. »
Enfin, Rosily reçut une destination. Les escadres combinées de France et d’Espagne étaient réunies à Cadix, au nombre de 33 vaisseaux de ligne. L’Empereur mécontent de l’amiral de Villeneuve lui donne Rosily pour successeur après la bataille de Trafalgar pour tenter de sauver l'escadre franco-espagnole de Cadix,.
Le désastre de Trafalgar est irréparable ; pourtant Rosily réorganise une petite flotte et la met en état de prendre la mer. Il reste deux ans et demi devant Cadix, constamment bloqué par la Royal Navy britannique. Le 26 mai 1808, la flotte britannique fait des démonstrations pour forcer la baie : dans le même moment, le peuple de Cadix, instruit des évènements politiques de la péninsule, se soulève contre les Français, et l’escadre espagnole, forte de 6 vaisseaux, s’éloigne de leurs rangs.
Dans les journées des 9 et 10 juin, Rosily, réduit à ses propres forces, reçoit sur son escadre plus de 1200 bombes lancées par les Espagnols. Le 11, ses dispositions étaient prises pour passer devant les vaisseaux espagnols et traverser la flotte britannique ; les vents le retiennent. Cependant le peuple menaçait d’égorger les Français restés à terre, et rien n’annonçait l’arrivée des secours promis à Rosily pour le 7 du même mois. Le 14 juin, Rosily entra en négociations avec le général espagnol : il rentra seul en France avec son état-major, et vint reprendre ses fonctions de directeur du dépôt de la marine.
En 1809, il est créé comte de l'Empire, et nommé membre du conseil d’enquête chargé d’examiner la conduite de Victor Hugues, commissaire commandant en chef de la Guyane, accusé de s’être rendu sans combat.
En 1811, il est nommé président du conseil des constructions navales, et chargé en 1813, de concert avec MM. Tarbé, inspecteur des ponts et chaussées, et Beautemps-Beaupré, d’aller choisir l’emplacement d’un arsenal maritime à l’embouchure de l’Elbe.
Ce fut en 1814 que le corps des ingénieurs hydrographes reçut, sous sa direction, une organisation définitive, et commença, en 1816, la reconnaissance des côtes de France.
Le 25 juillet de la même année, Louis XVIII le fait grand officier de la Légion d'honneur, et lui accorde le grand cordon de l’Ordre le 27 décembre suivant. Président du collège électoral du Finistère le 26 septembre 1818, il est, malgré le peu de succès de sa mission, nommé commandeur de Saint-Louis le 21 octobre suivant et grand-croix le 17 août 1822.
Il s’est retiré en 1827, et le roi, en témoignage de sa satisfaction, lui a conféré le titre de directeur général honoraire du dépôt de la marine.
Il meurt à Paris le 12 novembre 1832 et est inhumé au cimetière du Père-Lachaise (30e division). Il avait remplacé Bougainville au bureau des longitudes le 28 octobre 1811, était associé libre de l’Académie des sciences, depuis le 26 mai 1816.

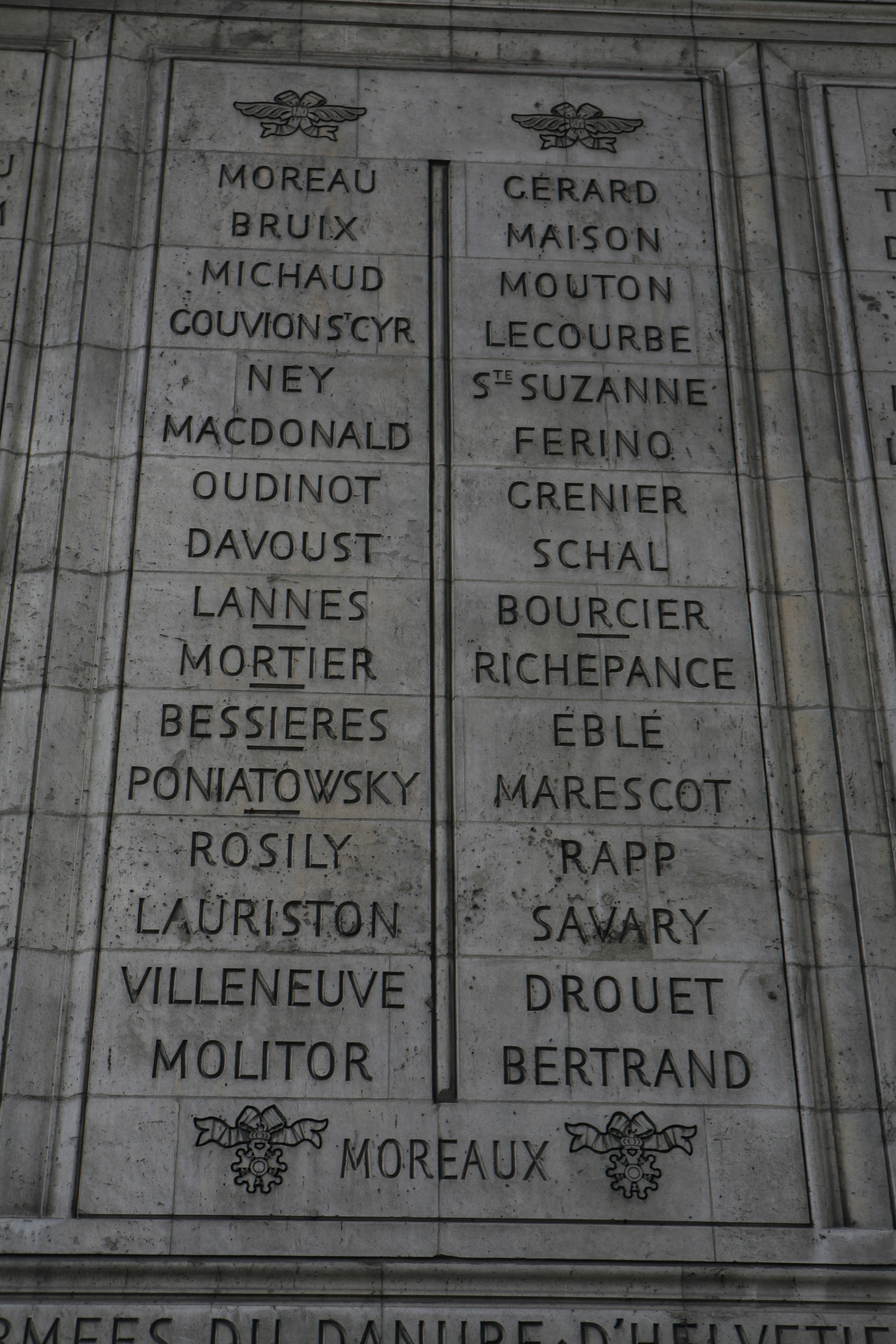
Noms gravés sous l'arc de triomphe de l'Étoile : pilier Est, 13e et 14e colonnes.

## Distinctions et hommages
- Il a son nom gravé sous l'arc de triomphe de l'Étoile, côté Est.
- Grand-officier de la Légion d'honneur en 1814[8].
- Grand-croix de l’ordre de Dannebrog
- Une rue de Brest porte son nom.